# Andreja Mali
Andreja Mali (Kamnik, 17 novembre 1977) è un'ex sciatrice nordica slovena attiva sia nel biathlon sia nello sci di fondo.

## Biografia
In Coppa del Mondo di sci di fondo debuttò il 9 dicembre 1995 a Davos (53ª) ed ottenne il primo podio il 10 dicembre 1998 a Milano (2ª). Dal 2001 si dedicò principalmente al biathlon; in Coppa del Mondo di biathlon esordì in quello stesso 2001 a Hochfilzen (49ª) ed ottenne il primo podio nel 2006 a Ruhpolding (3ª).
In carriera prese parte a tre edizioni dei Giochi olimpici invernali: a Salt Lake City 2002 gareggiando sia nello sci di fondo (24ª nella sprint, 9ª nella staffetta) sia nel biathlon (27ª nella sprint, 32ª nell'inseguimento), a Torino 2006 gareggiando nel biathlon (21ª nell'individuale, 59ª nella sprint, non concluse l'inseguimento, 6ª nella staffetta) e a Vancouver 2010 gareggiando nel biathlon (19ª nell'individuale, 31ª nella sprint, 33ª nell'inseguimento, 26ª nella partenza in linea, 8ª nella staffetta), a quattro dei campionati mondiali di sci nordico (20ª nella sprint a Val di Fiemme 2003 il miglior risultato), e ad undici dei campionati mondiali di biathlon, vincendo una medaglia d'argento a Ruhpolding 2012.
Si ritirò dalle competizioni l'11 dicembre 2016, dopo aver gareggiato nella staffetta nella tappa casalinga di Coppa del Mondo a Pokljuka.
Il 18 dicembre 2017 il Comitato Olimpico Internazionale ha accertato una violazione delle normative antidoping da parte di Teja Gregorin in occasione delle Olimpiadi di Vancouver, annullando i risultati ottenuti dalla sciatrice, e conseguentemente revocando anche il piazzamento raggiunto nella staffetta dalla squadra slovena.

## Palmarès

### Sci di fondo

#### Coppa del Mondo
- Miglior piazzamento in classifica generale: 29ª nel 1999
- 3 podi (tutti individuali[3]):
  - 2 secondi posti
  - 1 terzo posto

### Biathlon

#### Mondiali
- 1 medaglia:
  - 1 argento (staffetta mista[4] a Ruhpolding 2012)

#### Coppa del Mondo
- Miglior piazzamento in classifica generale: 31ª nel 2003
- 1 podio (a squadre)[5]:
  - 1 terzo posto